# اکاترینا خیلکو
اکاترینا خیلکو (به انگلیسی: Ekaterina Khilko) ژیمناست زادهٔ ۲۵ مارس ۱۹۸۲ میلادی اهل کشور ازبکستان است.